# АЕС Ляньцзян
Атомна електростанція Ляньцзян (кит.: 廉江核电站) це атомна електростанція, яка будується в місті Чебань, Ляньцзян, провінція Гуандун на сході Китаю. Планується розмістити шість реакторів з водою під тиском (PWR) CAP1000 за прогнозованою вартістю 130 мільярдів юанів (18,1 мільярда доларів США). Це буде перша китайська атомна станція з градирнями, яка зменшить кількість тепла, що виділяється у місцеву воду.

## Історія
Будівництво перших двох реакторів на майданчику Ляньцзян було схвалено Державною радою Китаю у вересні 2022 року. Того ж місяця почалися земляні роботи. Будівництво першого енергоблоку розпочато 29 вересня 2023 року. Введення в експлуатацію планується на 2028 рік. Будівництво другого блоку розпочалося 26 квітня 2024 року.

## Інформація про реактори
| Блок       | Тип     | Чиста потужність | Валова потужність | Початок будівництва | Комерційна експлуатація (планована) | Зауваження |
| ---------- | ------- | ---------------- | ----------------- | ------------------- | ----------------------------------- | ---------- |
| Черга I    |         |                  |                   |                     |                                     |            |
| Ляньцзян 1 | CAP1000 | 1224 МВт         | 1224 МВт          | 27 вересня 2023     | 2028                                | [ 6 ]      |
| Ляньцзян 2 | CAP1000 | 1224 МВт         | 1224 МВт          | 29 квітня 2024      |                                     | [ 7 ]      |
| Черга II   |         |                  |                   |                     |                                     |            |
| Ляньцзян 3 | CAP1000 | 1160 МВт         |                   |                     |                                     |            |
| Ляньцзян 4 | CAP1000 | 1160 МВт         |                   |                     |                                     |            |
| Ляньцзян 5 | CAP1000 | 1160 МВт         |                   |                     |                                     |            |
| Ляньцзян 6 | CAP1000 | 1160 МВт         |                   |                     |                                     |            |